# Entracque
Entracque is een gemeente in de Italiaanse provincie Cuneo (regio Piëmont) en telt 836 inwoners (31 december 2004). De oppervlakte bedraagt 160,0 km², de bevolkingsdichtheid is 5 inwoners per km².

## Demografie
Entracque telt ongeveer 479 huishoudens. Het aantal inwoners daalde in de periode 1991-2001 met 3,4% volgens cijfers uit de tienjaarlijkse volkstellingen van ISTAT.
| Jaar | Inwoneraantal |
| ---- | ------------- |
| 1991 | 878           |
| 2001 | 848           |

## Geografie
De gemeente ligt op ongeveer 904 m boven zeeniveau.
Entracque grenst aan de volgende gemeenten: Belvédère (FR-06), La Brigue (FR-06), Limone Piemonte, Roaschia, Saint-Martin-Vésubie (FR-06), Valdieri, Vernante.